# 宮津天橋立インターチェンジ
宮津天橋立インターチェンジ（みやづあまのはしだてインターチェンジ）は、京都府宮津市字喜多にある、京都縦貫自動車道、山陰近畿自動車道のインターチェンジである。

## 概要
当ICは京都縦貫道と山陰近畿自動車道の起点である。また、本線料金所が併設されている。
京都縦貫道と山陰近畿道の起点(0KP)は別個存在し、その間の距離は0.3 kmである。京都縦貫道の起点から山陰近畿道の起点間のキロポストは、-（マイナス）が付けられており-0.2KPまで存在している。

## 歴史
- 1990年度（平成2年度） : 京都縦貫自動車道の綾部宮津道路が事業化[1][2]。
- 2002年（平成14年）10月27日 : 宮津天橋立IC - 舞鶴大江IC間で、開通に先駆け、「ハイウェイウォーキング」イベントが行われる[注釈 1]。
- 2003年（平成15年）3月2日 : 宮津天橋立IC - 舞鶴大江IC間の開通に伴い供用開始[1]。
- 2011年（平成23年）3月12日 : 山陰近畿自動車道（宮津与謝道路）の、宮津天橋立IC - 与謝天橋立IC間が開通し、本線料金所を供用開始[3]。
- 2023年（令和5年）4月1日 : 宮津天橋立IC - 丹波IC間を京都府道路公社から西日本高速道路（NEXCO西日本）に移管[4]。全国路線網に編入[5]。

## 周辺
- 京都丹後鉄道宮福線 宮村駅

## 接続する道路
- 京都府道9号綾部大江宮津線

## 料金所

### 出入口料金所
- ブース数 : 5

#### 入口
- ブース数 : 2
  - ETC専用 : 1
  - ETC・一般 : 1

#### 出口
- ブース数 : 3
  - ETC専用 : 2
  - 一般 : 1

### 本線料金所

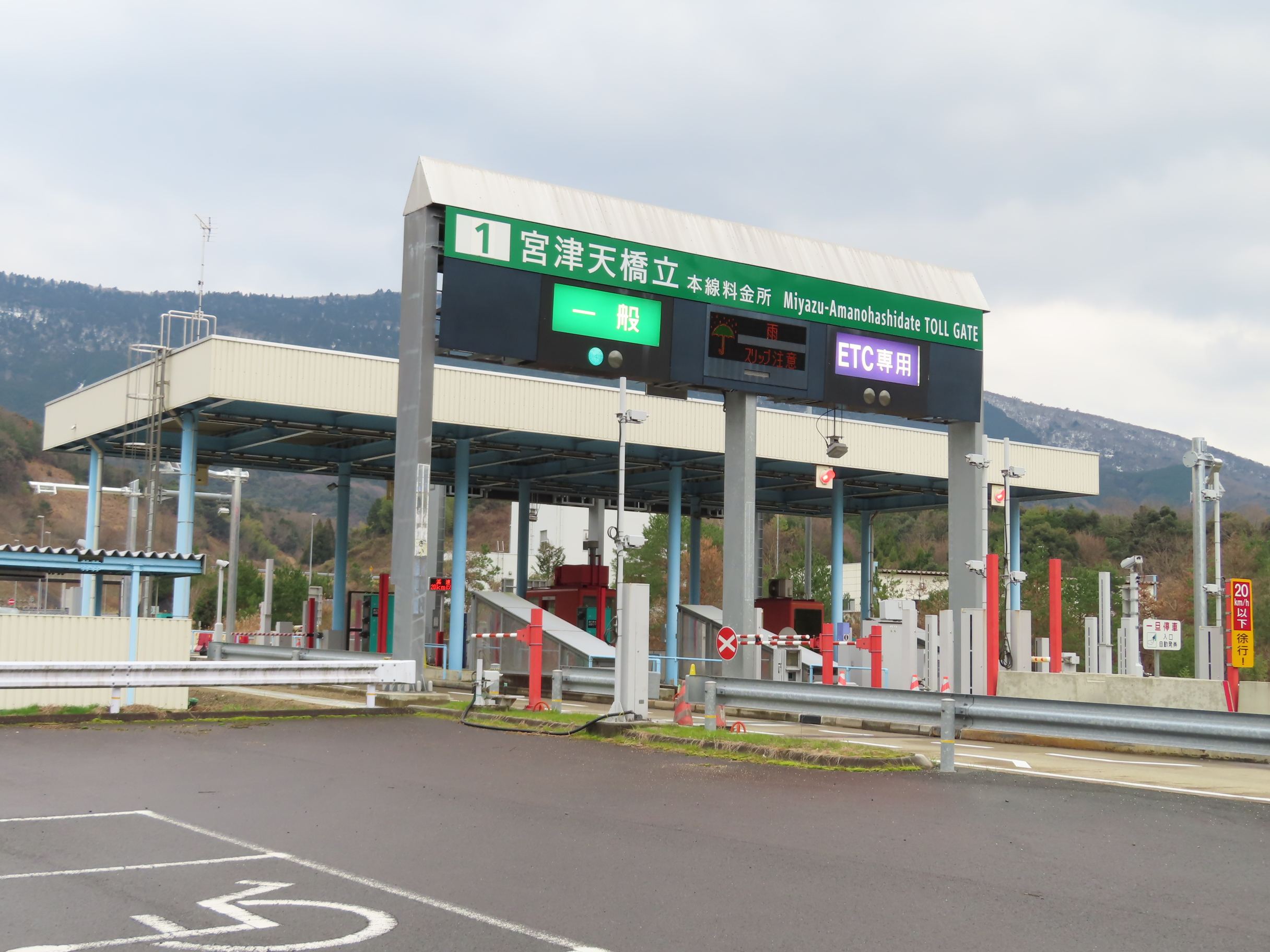
本線料金所

- ブース数 : 4

#### 与謝天橋立IC・京丹後方面
- ブース数 : 2
  - ETC専用 : 1
  - ETC・一般 : 1

#### 綾部JCT・大山崎JCT方面
- ブース数 : 2
  - ETC専用 : 1
  - ETC・一般 : 1

当ICの豊岡方面寄りには本線料金所が併設されている。当IC出入口 - 豊岡方面間を走行する場合、料金所を2つ通過することになり、通行券の受け渡しまたはETCによる走行が必要となる。2025年度からこの本線料金所にて料金徴収が開始された。

## 隣
E9 京都縦貫自動車道（綾部宮津道路）
(1)宮津天橋立IC - (2)舞鶴大江IC
E9 山陰近畿自動車道（宮津与謝道路）
与謝天橋立IC - (1)宮津天橋立IC